# Bonifatiuskirche

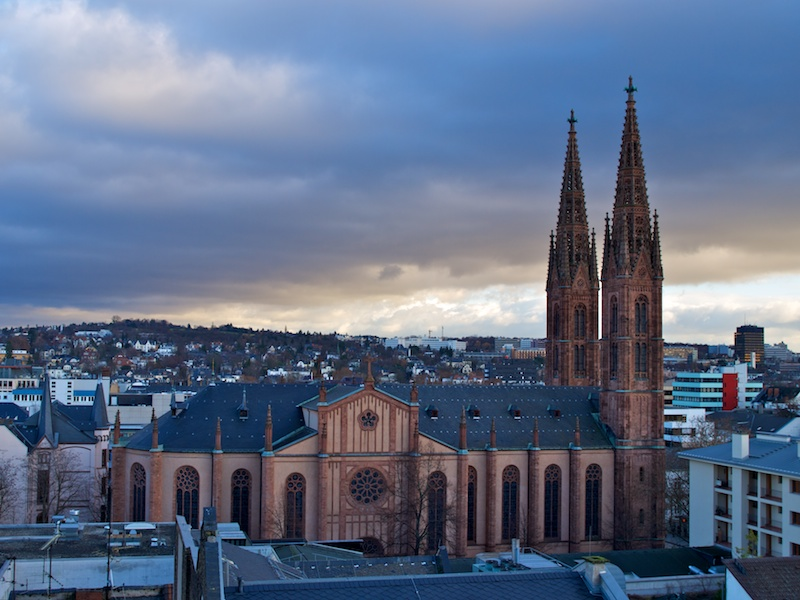
La Iglesia de Bonifacio de Wiesbaden.

La Bonifatiuskirche (Iglesia de san Bonifacio) en Wiesbaden, Alemania, es una iglesia católica de la época arquitectura neogótica. Arquitectónicamente, es una de las iglesias más destacadas de Wiesbaden y una significativa muestra de los edificios sagrados del catolicismo. Es un edificio de piedra arenisca alto convierte a este edificio en uno de los más hermosos de Wiesbaden-Mitte.
Fue construida entre 1844 y 1849 diseñada por Philipp Hoffmann.